# Christian Metz
Christian Metz (12 de setembro de 1931 - 07 de dezembro de 1993) foi um teórico de cinema francês, mais conhecido pelo pioneirismo na aplicação de conceitos linguísticos de Ferdinand de Saussure nas teorias da semiologia cinematográfica. Durante a década de 70, sua obra teve um impacto importante sobre a teoria cinematográfica, na França, na Grã-Bretanha, na América Latina e nos Estados Unidos.

## A Semiótica do Cinema
Metz centra-se na estrutura narrativa que propõe o "Grand Syntagmatique", um sistema para categorizar cenas (conhecido como "syntagms") nos filmes.
Metz aplica assim, a psicologia de Sigmund Freud e de Jacques Lacan. Cria a teoria do espelho para o cinema, propondo que o filme é motivo popular como uma forma de arte e reside na sua capacidade de ser um tanto imperfeita a reflexão da realidade e como um método de se aprofundar o inconsciente no estado de sonho.